# FK Zorki Krasnogorsk (féminines)
Pour la section masculine, voir FK Zorki Krasnogorsk.
Maillots
Le  Zorki Krasnogorsk est un club russe de football féminin basé à Krasnogorsk.

## Histoire
Fondé en 2006 en tant que club de formation, le Zorki Krasnogorsk commence la compétition lors de la saison 2011-2012. Le club est finaliste de la Coupe de Russie et vice-championne de Russie cette saison-là, se qualifiant ainsi pour la Ligue des champions féminine de l'UEFA 2012-2013.

## Palmarès
- Championnat de Russie
  - Champion : 2013
  - Vice-champion : 2012 et 2014

- Coupe de Russie
  - Finaliste : 2012